# Antigone Costanda
Antigone Costanda (ur. 13 listopada 1932 w Aleksandrii) – została wybrana na Miss World w 1954.